# Special Air Service

Special Air Services emblem.

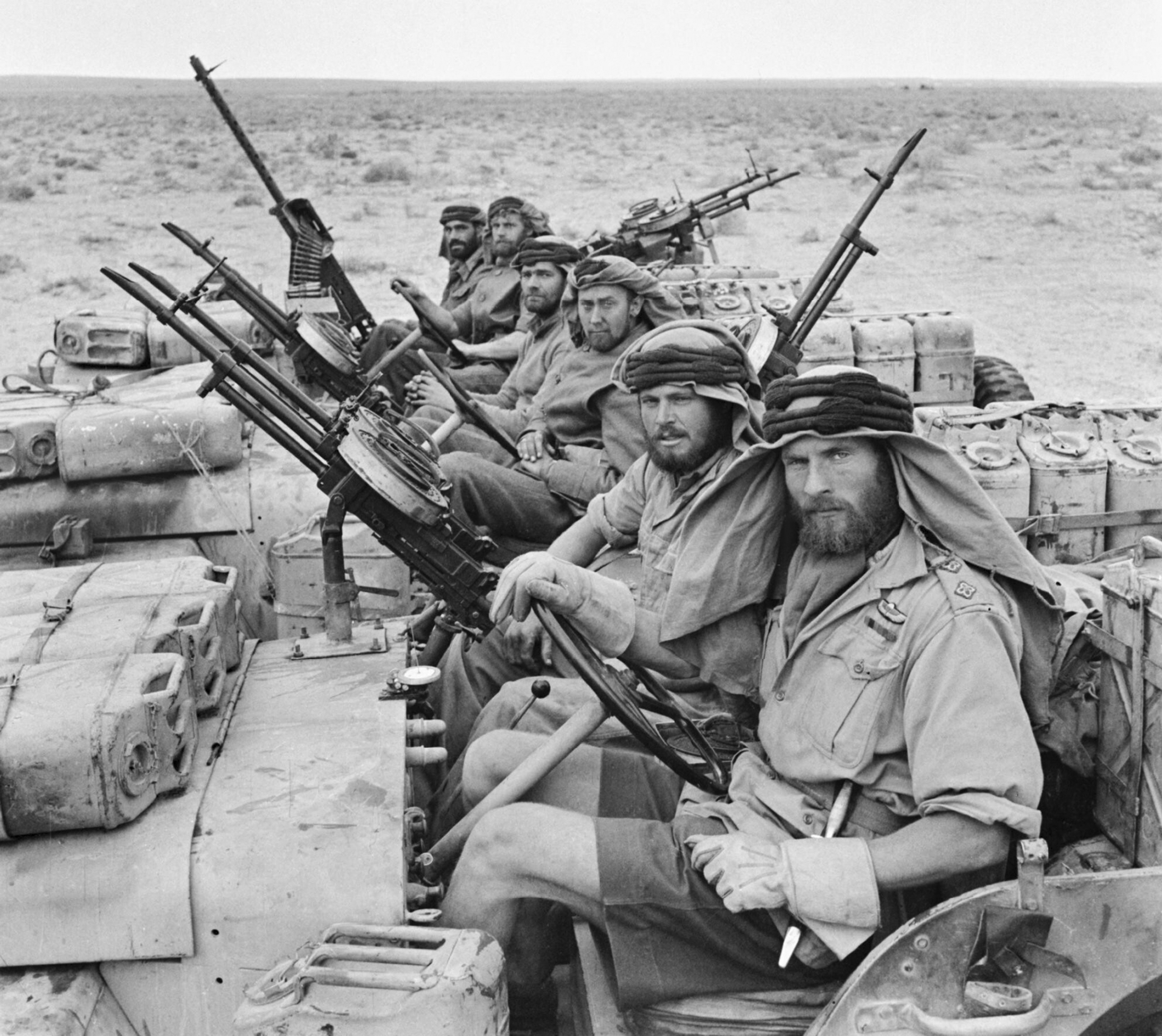
SAS-patrull i tre Willysjeepar efter återkomst från ett uppdrag i den nordafrikanska öknen 1943.

Special Air Service, eller SAS, är ett brittiskt specialförband särskilt utbildat i strid på djupet, underrättelseinhämtning, antiterrorism samt lågintensiv krigföring, eller Military Operations Other Than War (MOOTW).

## Historia
SAS skapades, jämte en rad andra specialförband såsom brittiska Long Range Desert Group (LRDG) och Special Boat Service (SBS), samt amerikanska US Navy Underwater Demolition Teams (UDT), under andra världskriget. Inledningsvis opererade den lilla enheten under befäl av löjtnant David Stirling i Nordafrika. Genom räder mot bland annat den tyska Afrikakåren och dess chef Erwin Rommel, ökenräven, vann SAS ett gott rykte och David Stirling fick epitetet spökmajoren. Efter kriget kom SAS att likt andra enheter att föra en tynande tillvaro, men när de europeiska kolonierna påbörjade sin frigörelse kom SAS att bli en del i det brittiska gensvaret. SAS kom att bli ett av de förband som de facto vann framgång med konceptet "Hearts and Minds". SAS opererade bland annat i Malaysia, Oman, Borneo och Aden.

## Gensvar mot terrorism
I takt med att olika typer av terrorism ökade, inte minst som en del av oroligheterna i Nordirland, fanns SAS med som ett svar på det nya hotet. Münchenmassakern 1972 ledde till att SAS målinriktat började öva på att kunna möta hot och aktioner från terrorister. Den breda allmänheten vann kännedom om SAS under fritagningen av gisslan på iranska ambassaden i London 1980, där fem av de sex gisslantagarna dödades och den sjätte greps i en operation som tog totalt sjutton minuter att genomföra och där den enda förlusten för SAS-styrkorna var de brännskador en av männen ådrog sig när hans nylonlinor som han skulle använda för att ta sig från takavsatsen till fönstret smälte av friktionen och han fastnade utanför fönstret samtidigt som en chockgranat tände eld på gardinerna i fönstret där han hängde. Från att ha fört en relativt anonym tillvaro blev kunskap om SAS allmängods och ett flertal böcker har publicerats utifrån enskilda erfarenheter från förbandet.
De har även bekämpat terrorister i Nordirland, och dess aktioner har prövats i Europadomstolen för mänskliga rättigheter. I bland annat målet McCann and Others vs. UK bedömdes Storbritannien ha brutit mot artikel 2 i Europakonventionen, rätten till liv.

## Massmedier och annat allmängods
I mitten av 1980-talet blev den före detta SAS-soldaten John Wiseman känd genom att utkomma med en bok baserad på SAS överlevnadsutbildning. I samband med Saddam Husseins invasion av Kuwait 1990 och den FN-sanktionerade USA-ledda motoffensiven deltog patruller ur SAS bakom fiendens linjer inne i Irak för att observera och rapportera fientliga förflyttningar, leda in flygplan mot viktiga mål och även senare uppsöka och förstöra Scudmissiler. Under ett sådant uppdrag blev en SAS-patrull upptäckt och fick fly. Denna historia om gruppen Bravo Two Zero ledde till såväl artiklar som böcker av bland andra Andy McNab, som skrev om irakisk fångenskap i boken Bravo Två Noll, och Chris Ryan, som beskrev sin flykt och överlevnad i boken Den ende som kom undan. Brigadgeneral sir Peter de la Billiere, som ledde de brittiska styrkorna i skuggan av general Norman Schwarzkopf, var tidigare chef för 22 SAS Regiment och skrev om sina erfarenheter i böckerna Looking for Trouble och Storm Command.

## Kritiska röster
Kritiker menar att SAS kan jämställas med de centralamerikanska dödspatrullerna, medan andra ser SAS som ett gott exempel på en militär elit. SAS bedriver inte någon egen grundutbildning utan rekryterar sina soldater ur den övriga försvarsmakten. Det innebär bland annat att man i någon mån rekryterar färdiga specialister och att man kan sprida de färdigheter och den kompetens som finns inom SAS till övriga försvaret.

## Krigsbrott i Afghanistan
BBC:s program Panorama grävde 2022 fram bevis för att SAS avrättade fångar och mördade obeväpnade människor i Helmandprovinsen i Afghanistan 2010 och 2011.
Programmet antyder att det fanns en mörkläggning inom militären för att skydda SAS och att regeringen 2014 lade ned sin utredning av påstådda krigsförbrytelser i Afghanistan, känd som Operation Northmoor, innan någon soldat eller befäl åtalades.

## Motto och högkvarter
SAS har som sitt motto Who Dares Wins (på svenska ”Den som vågar vinner”). SAS använder också akronymen ”SAS” för att beskriva sitt sätt att operera i de flesta lägen. SAS står då för Speed, Aggression, Surprise.
Högkvarteret var beläget i Hereford i Herefordshire i många år men flyttade 1999 till den före detta RAF-flygbasen Credenhill, cirka 7 km nordväst om Hereford. 
SAS finns även i Australien under namnet SASR och Nya Zeeland genom NZSAS. Regementena i Australien och Nya Zeeland skiljer sig från de andra då deras patruller består av fem i stället för fyra man.

## Vapen
Special Air Service har länge förlitat sig på kulsprutepistoler, allt ifrån den amerikanska M1928A1 Thompson till den nyaste versionen av MP5, MP5A5. SAS har också kraftigare vapen, såsom automatkarbinen M16, för mer intensiva strider. SAS använder också prickskyttegeväret L96A1 och M21.

## Grundaren av SAS
David Stirling föddes 1915 och anslöt sig till kommandostyrkorna och tjänstgjorde i ”Layforce” i Mellersta Östern. I juli 1941 lade han fram en plan för generalerna Ritchie och Auchinleck för att upprätta en specialstyrka som skulle anfalla fientliga flygbaser. I december 1941 förstörde den, med Jalo som bas, 90 flygplan på två veckor. Därefter fick Stirling tillstånd att utvidga sitt förband ytterligare.

## Organisation
SAS-organisationen består i dag av ett reguljärt förband, 22:a SAS-regementet, och två förband som tillhör Territorial Army (TA), 21:a SAS-regementet och 23:e SAS-regementet. 21:a SAS-regementet (TA) är främst inriktat på underrättelseinhämtning på ett stort djup bakom fiendens linjer, medan 23:e SAS-regementet (TA) främst är inriktat på undsättning (Personnel Recovery) bakom fiendens linjer.
22:a SAS-regementet har nedanstående organisation:
- A Skvadron
- B Skvadron
- D Skvadron
- G Skvadron
- R Skvadron (reservister som tidigare har tjänstgjort i 22:a SAS-regementet)

Varje skvadron har fyra troppar med olika innästlingsspecialiteter; bergstropp (bergsklättring och arktisk krigföring), båttropp (småbåtar och dykning), fordonstropp (fordonsinfiltration och ökenkrigföring) och fallskärmstropp (HALO och HAHO). 
Troppen består av fyra fyramannapatruller, där SAS-soldaten har minst en patrullspecialitet; språkexpert, sprängämnesexpert, signalist eller sjukvårdare. Det ideala är att SAS-soldaten behärskar minst två patrullspecialiteter samt två innästlingsspecialiteter.

## Berömda SAS-personligheter
- Brigadgeneral sir Peter de la Billiere
- Eric Anthony Sykes
- John McAleese
- John Wiseman
- Andy McNab
- David Stirling
- Mike Sadler
- Paddy Mayne
- Chris Ryan
- Bear Grylls
- Eddie Stone
- Christopher Lee